# Xã Mammoth Spring, Quận Fulton, Arkansas
Xã Mammoth Spring (tiếng Anh: Mammoth Spring Township) là một xã thuộc quận Fulton, tiểu bang Arkansas, Hoa Kỳ. Năm 2010, dân số của xã này là 2.035 người.